# 呂炯
吕炯（1902年3月7日—1985年8月15日），又名蔚光，号蕴明。气象学家、海洋气象与农业气象专家、教育家。与竺可桢、张宝堃合作著有《中国之温度》。
國立東南大學地學系氣象學專業畢業。曾留學德國柏林大學、漢堡大學，攻讀氣候學、海洋學、地質學及農業氣象學。曾任中央研究院專任研究員、評議員，中央研究院氣象研究所所長，中央氣象局局長。

## 外部連結參考
- . 光明网.   [2010年1月19日]. （原始内容存档于2012年11月14日）.
- 吕炯[永久]